# Pacy-sur-Eure
Pacy-sur-Eure è un comune francese di 4 982 abitanti situato nel dipartimento dell'Eure nella regione della Normandia. Il 1º gennaio 2017 è stato unito a Saint-Aquilin-de-Pacy per formare un nuovo comune che ha mantenuto il nome di Pacy-sur-Eure.

## Storia
Prima della fusione con Saint-Aquilin-de-Pacy lo stemma di Pacy-sur-Eure era d'argento, alla rosa di rosso.
La leggenda narra che, dopo aver conquistato la Normandia, il re Filippo II di Francia venne qui nel 1207 per tenere i negoziati di pace e durante la cerimonia egli abbia donato alle nuove autorità cittadine una rosa rossa su un piatto d'argento come segno di amicizia. Questo gesto sarebbe all'origine dello stemma comunale.
Dal 28 febbraio 2017 il nuovo comune ha adottato un emblema che riunisce i simboli dei precedenti comuni.
I leopardi d'oro con gli artigli e la lingua di azzurro sono il simbolo della Normandia e solitamente sono posti uno sopra l'altro ma qui sono uno di fronte all'altro per rappresentare l'unione dei due ex comuni.

## Società

### Evoluzione demografica
Abitanti censiti